# Wedellsborg

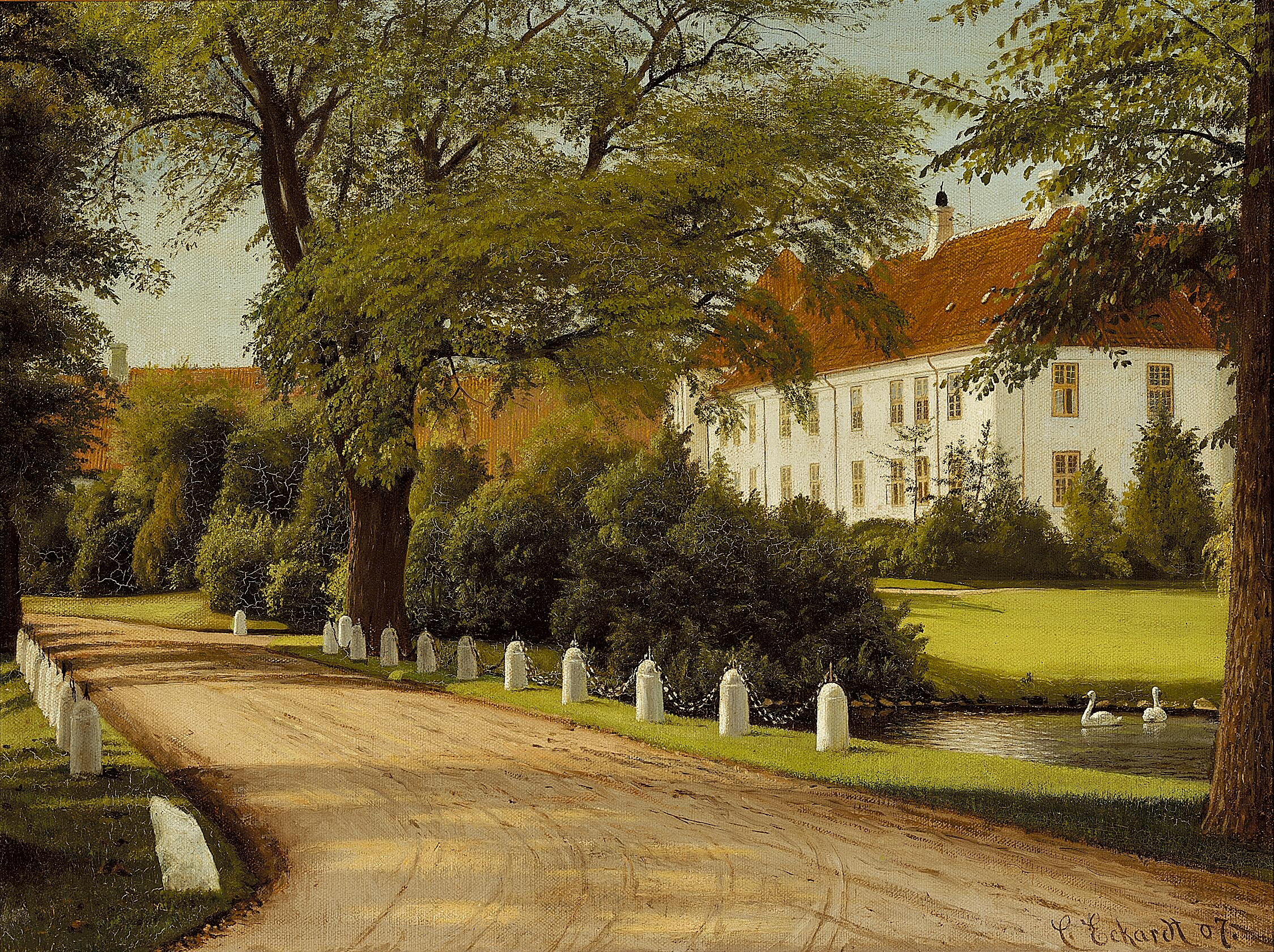
Wedellsborg en 1907 (tableau de Christian Eckardt).

Wedellsborg est une ancienne ferme seigneuriale fortifiée danoise implantée à l'ouest de la Fionie près de Husby, dans l'actuelle commune de Middelfart. Le domaine agricole et forestier couvre environ 3 500 ha.
La première mention de la propriété, sous le nom de Husbygaard, date de 1295. La ferme principale se trouvait alors à l'emplacement du village de Husby. Puis le siège fut déplacé à son emplacement présent, prenant, de 1350 à 1672, le nom d'Iversnæs.  Avec la création en 1672 du comté de Wedellsborg par le seigneur Wilhelm Friedrich von Wedell, la propriété a acquis son nom actuel.   
Depuis 1959, Wedellsborg constitue avec Frijsenborg, à l'est du Jutland, une même propriété, l'une des plus vastes entités foncières privées du Danemark.